# 中华人民共和国专属经济区和大陆架法
《中华人民共和国专属经济区和大陆架法》是一部中华人民共和国法律，该法律于1998年6月26日在第九届全国人民代表大会常务委员会通过，并于1998年6月26日起施行。

## 立法缘由
《中华人民共和国专属经济区和大陆架法》的第一条是“为保障中华人民共和国对专属经济区和大陆架行使主权权利和管辖权，维护国家海洋权益，制定本法。”

## 实施
《中华人民共和国专属经济区和大陆架法》的最后一条是“本法自公布之日起施行。”
1998年11月4日，該法列入香港基本法附件三在香港實施。